# أغسطس بيبودي غاردنر
أغسطس بيبودي غاردنر (بالإنجليزية: Augustus Peabody Gardner)‏ هو سياسي أمريكي، ولد في 5 نوفمبر 1865 في بوسطن في الولايات المتحدة، وتوفي في 14 يناير 1918 في ماكون في الولايات المتحدة بسبب ذات الرئة. حزبياً، نشط في الحزب الجمهوري. وقد انتخب عضو مجلس النواب الأمريكي.